# Pero ancetaria
Pero ancetaria là một loài bướm đêm trong họ Geometridae.